# ライヒェンバッハ条約 (1813年)
ライヒェンバッハ条約（ライヒェンバッハじょうやく、英語: Treaties of Reichenbach、ドイツ語: Konventionen von Reichenbach）は、1813年6月にライヒェンバッハ（現ポーランド領ジェルジョニュフ）で、グレートブリテン及びアイルランド連合王国（イギリス）、プロイセン王国、ロシア帝国、オーストリア帝国の間で締結された一連の条約。
条約の目的は、反ナポレオン・ボナパルトである第六次対仏大同盟の設立と強化である。

## 概要
1813年6月14日、イギリスとプロイセン間のライヒェンバッハ条約が締結され、プロイセン王フリードリヒ・ヴィルヘルム3世は旧ヒルデスハイム司教領などをハノーファー選帝侯領に割譲した。
翌15日、イギリスとロシア間のライヒェンバッハ条約が締結され、イギリスはロシアの軍勢16万を維持するために援助金1,333,334ポンドを提供した。
27日、プロイセン、ロシア、オーストリア間のライヒェンバッハ条約が締結され、オーストリアはナポレオンに出した講和条件が拒否された場合、宣戦布告を行うことを約束した。